# Cereceda de la Sierra
Cereceda de la Sierra là một đô thị ở tỉnh Salamanca, phía tây Tây Ban Nha, cộng đồng tự trị Castile-Leon. Đô thị này có cự ly 68 kilômét so với tỉnh lỵ Salamanca, dân số năm 2009 là 128 người.

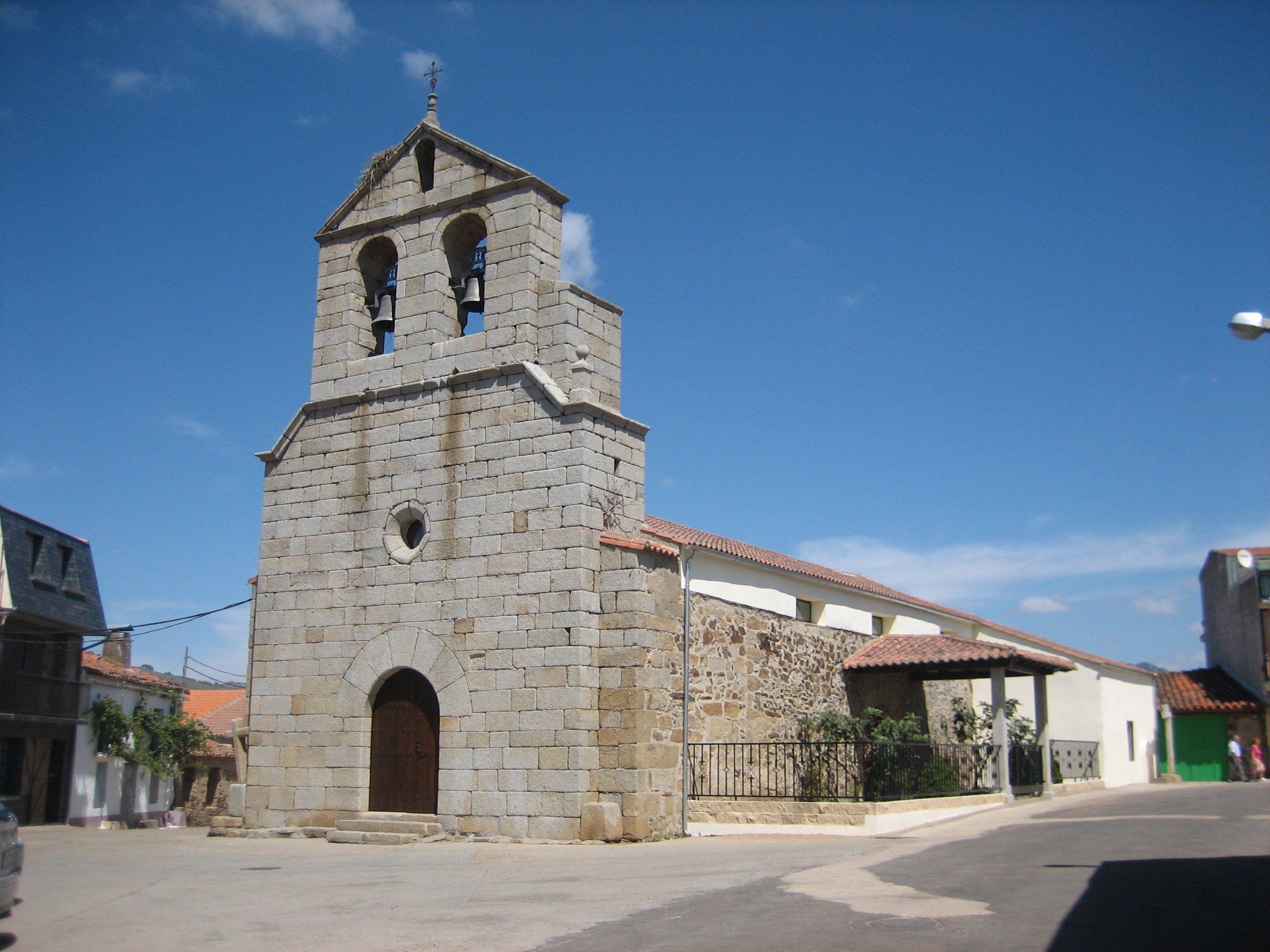
Nhà thờ Ntra Sra del Rosario